# André Rodrigues
André Filipe Franqueira Rodrigues, né le 12 février 1977 à Ponta Delgada, est un journaliste et homme politique portugais, membre du Parti socialiste. Il est député européen depuis 2024.

## Jeunesse et carrière
Rodrigues fréquente l'université de Coimbra où il obtient un diplôme en droit et une maîtrise en sciences juridiques et médico-légales. Il travaille comme journaliste pendant 15 ans, en tant que directeur d'Expresso das Nove, correspondant aux Açores de Televisão Independente, et rédacteur en chef du magazine de bord de SATA Air Açores.

## Carrière politique
Il est conseiller de Vasco Cordeiro pendant ses deux mandats de président du gouvernement régional des Açores. En 2021, il est élu chef du Parti socialiste à São Miguel. Il est élu à l'Assemblée législative des Açores lors des élections régionales de 2024, où il est vice-président du groupe parlementaire du Parti socialiste.
Il est élu député européen en juin 2024 et siège au sein du groupe de l'Alliance progressiste des socialistes et démocrates (S&D).